# Parco nazionale di Kerama Shotō
Il parco nazionale di Kerama Shotō (慶良間諸島国立公園?, Kerama Shotō Kokuritsu Kōen) è un parco nazionale nella prefettura di Okinawa, in Giappone. Istituito in 2014, è localizzato nelle e intorno alle isole Kerama. Il parco comprende un'area di terra di 3.520 ha nelle municipalità di Tokashiki e Zamami insieme a 90.475 ha delle acque circostanti. Le isole Kerama precedentemente formavano parte del parco seminazionale di Okinawa Kaigan. Il giorno dell'istituzione, il 5 marzo, coincide con la Giornata dei coralli (サンゴの日?).